# Saint-Germain-de-Varreville
Pour les articles homonymes, voir Saint-Germain.
Saint-Germain-de-Varreville est une commune française, située dans le département de la Manche en région Normandie, peuplée de 109 habitants.

## Géographie
Une partie de la commune est située le long de la côte, à proximité d'Utah Beach, plage du débarquement.
Les communes limitrophes sont Saint-Martin-de-Varreville, Turqueville et Sainte-Mère-Église.

### Hydrographie
La commune est située dans le bassin Seine-Normandie. Elle est drainée par le ruisseau de By, le canal 01 de la commune de Saint-Germain-de-Varreville et le fossé 01 de Gourmont,,.

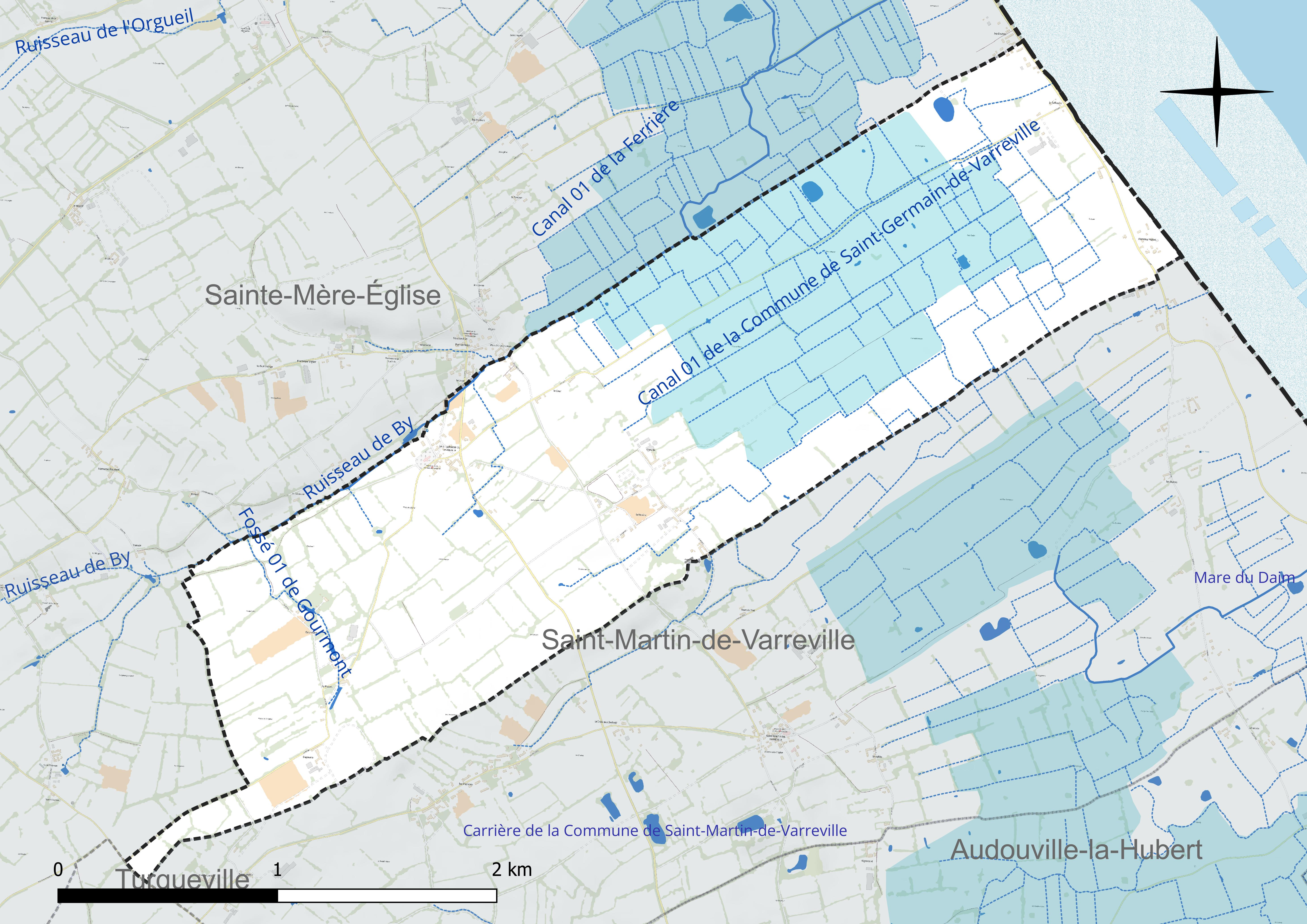
Réseau hydrographique de Saint-Germain-de-Varreville.

### Climat
Pour des articles plus généraux, voir Climat de la Normandie et Climat de la Manche.
En 2010, le climat de la commune est de type climat océanique franc, selon une étude du CNRS s'appuyant sur une série de données couvrant la période 1971-2000. En 2020, Météo-France publie une typologie des climats de la France métropolitaine dans laquelle la commune est exposée à un climat océanique et est dans la région climatique  Normandie (Cotentin, Orne), caractérisée par une pluviométrie relativement élevée (850 mm/a) et un été frais (15,5 °C) et venté. Parallèlement le GIEC normand, un groupe régional d’experts sur le climat, différencie quant à lui, dans une étude de 2020, trois grands types de climats pour la région Normandie, nuancés à une échelle plus fine par les facteurs géographiques locaux. La commune est, selon ce zonage, exposée à un « climat maritime », correspondant au Cotentin et à l'ouest du département de la Manche, frais, humide et pluvieux, où les contrastes pluviométrique et thermique sont parfois très prononcés en quelques kilomètres quand le relief est marqué.
Pour la période 1971-2000, la température annuelle moyenne est de 11,3 °C, avec une amplitude thermique annuelle de 10,5 °C. Le cumul annuel moyen de précipitations est de 712 mm, avec 13,3 jours de précipitations en janvier et 7 jours en juillet. Pour la période 1991-2020, la température moyenne annuelle observée sur la station météorologique la plus proche, située sur la commune de Sainte-Marie-du-Mont à 7 km à vol d'oiseau, est de 11,6 °C et le cumul annuel moyen de précipitations est de 890,0 mm,. Pour l'avenir, les paramètres climatiques de la commune estimés pour 2050 selon différents scénarios d’émission de gaz à effet de serre sont consultables sur un site dédié publié par Météo-France en novembre 2022.

## Urbanisme

### Typologie
Au 1er janvier 2024, Saint-Germain-de-Varreville est catégorisée commune rurale à habitat très dispersé, selon la nouvelle grille communale de densité à sept niveaux définie par l'Insee en 2022.
Elle est située hors unité urbaine et hors attraction des villes,.
La commune, bordée par la Manche, est également une commune littorale au sens de la loi du 3 janvier 1986, dite loi littoral. Des dispositions spécifiques d’urbanisme s’y appliquent dès lors afin de préserver les espaces naturels, les sites, les paysages et l’équilibre écologique du littoral, comme le principe d'inconstructibilité, en dehors des espaces urbanisés, sur la bande littorale des 100 mètres, ou plus si le plan local d'urbanisme le prévoit.

### Occupation des sols
L'occupation des sols de la commune, telle qu'elle ressort de la base de données européenne d’occupation biophysique des sols Corine Land Cover (CLC), est marquée par l'importance des territoires agricoles (97 % en 2018), une proportion identique à celle de 1990 (97 %).
La répartition détaillée en 2018 est la suivante : prairies (58,8 %), zones agricoles hétérogènes (38,2 %), zones urbanisées (2,4 %), espaces ouverts, sans ou avec peu de végétation (0,6 %).

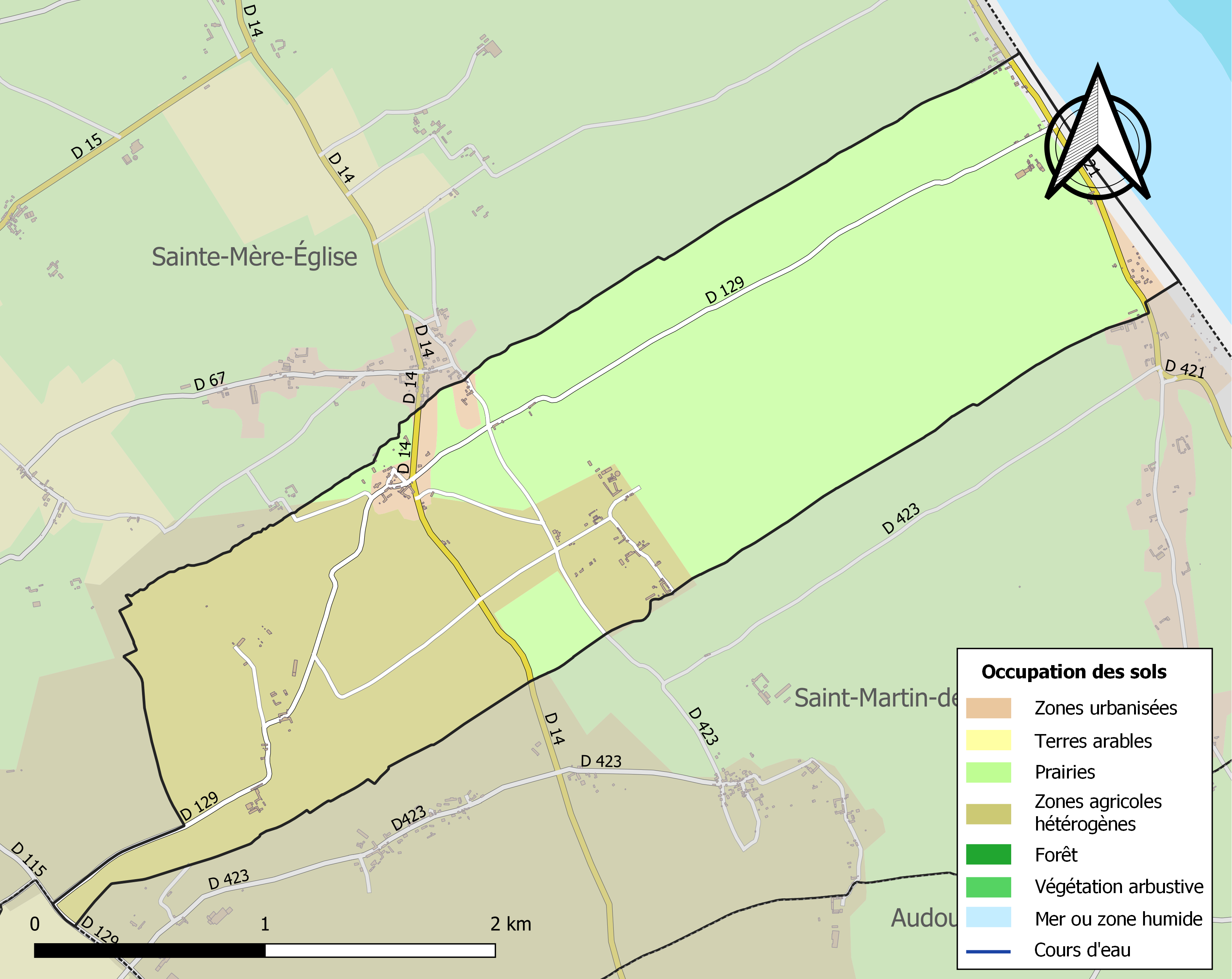
Carte des infrastructures et de l'occupation des sols de la commune en 2018 (CLC).

L'évolution de l’occupation des sols de la commune et de ses infrastructures peut être observée sur les différentes représentations cartographiques du territoire : la carte de Cassini (XVIIIe siècle), la carte d'état-major (1820-1866) et les cartes ou photos aériennes de l'IGN pour la période actuelle (1950 à aujourd'hui).

## Toponymie
Le nom de la localité est attesté sous la forme Sanctus Germanus de Wathredivilla.
La paroisse et son église sont dédiées à l'un des trois saint Germain vénérés en Normandie : Germain d'Auxerre, Germain le Scot ou Germain de Paris.
Varreville semble issu de l'anthroponyme germanique/anglo-saxon Watredus.

## Histoire

### Antiquité
Le site fut occupé précocement comme en témoigne le trésor découvert sur son territoire daté de la première moitié du IVe siècle. et la découverte de matériaux et de poterie d'époque gallo-romaine.

### Moyen Âge
On doit la création de la paroisse à Eustache dit le Cordelier, évêque de Coutances de 1282 à 1291, qui partagea la paroisse de Varreville en Saint-Germain-de-Varreville et Saint-Martin-de-Varreville. Son successeur, Robert d'Harcourt, évêque de 1291 à 1315, réunira les deux paroisses et à la suite d'une demande de l'abbaye Saint-Wandrille, les recréeras.
Au début de la guerre de Cent Ans, l'armée d'Édouard III d'Angleterre, fraîchement débarquée à la Hougue le 12 juillet 1346 prend et ravage la ville, lors de sa chevauchée qui se terminera par la bataille de Crécy et la reddition de Calais.

### Temps modernes
En 1567, les héritiers de Charlles Le Bas, pour le fief de Bourlandes, vicomté de Carentan, sont taxés de 9 livres dans le rôle du ban et d'arrière-ban de la vicomté de Coutances, effectué par Gilles Dancel, lieutenant général du bailli de Cotentin, les 20 et 22 octobre. Le fief de Bourlandes à Saint-Germain-de-Varreville et Saint-Martin-de-Varreville, qui valait un quart de fief de haubert, était tenu de la baronnie de la Luthumière à Brix.

### Révolution française et Empire
« On trouve comme ayant été appelé à l’assemblée des trois ordres, à Coutances en 1789, le président de Bermonville, seigneur de Saint-Germain-de-Varreville ; Robert de Gourmont de Saint-Clair, seigneur du fief du Mesnil, en la paroisse de Saint-Germain-de-Varreville, et Alexis-Christophe d’Arot, écuyer, chevalier de Vaugoubert, capitaine d’artillerie au régiment de Strasbourg, à Saint-Germain-de-Varreville. ».

### Époque contemporaine

#### Seconde Guerre mondiale
La commune est libérée lors du débarquement allié le 6 juin 1944 par la 101e division aéroportée.

## Politique et administration
| Période                                  | Période  | Identité     | Étiquette | Qualité     |
| ---------------------------------------- | -------- | ------------ | --------- | ----------- |
| juin 1995                                | En cours | Michel Haize | SE        | Agriculteur |
| Les données manquantes sont à compléter. |          |              |           |             |

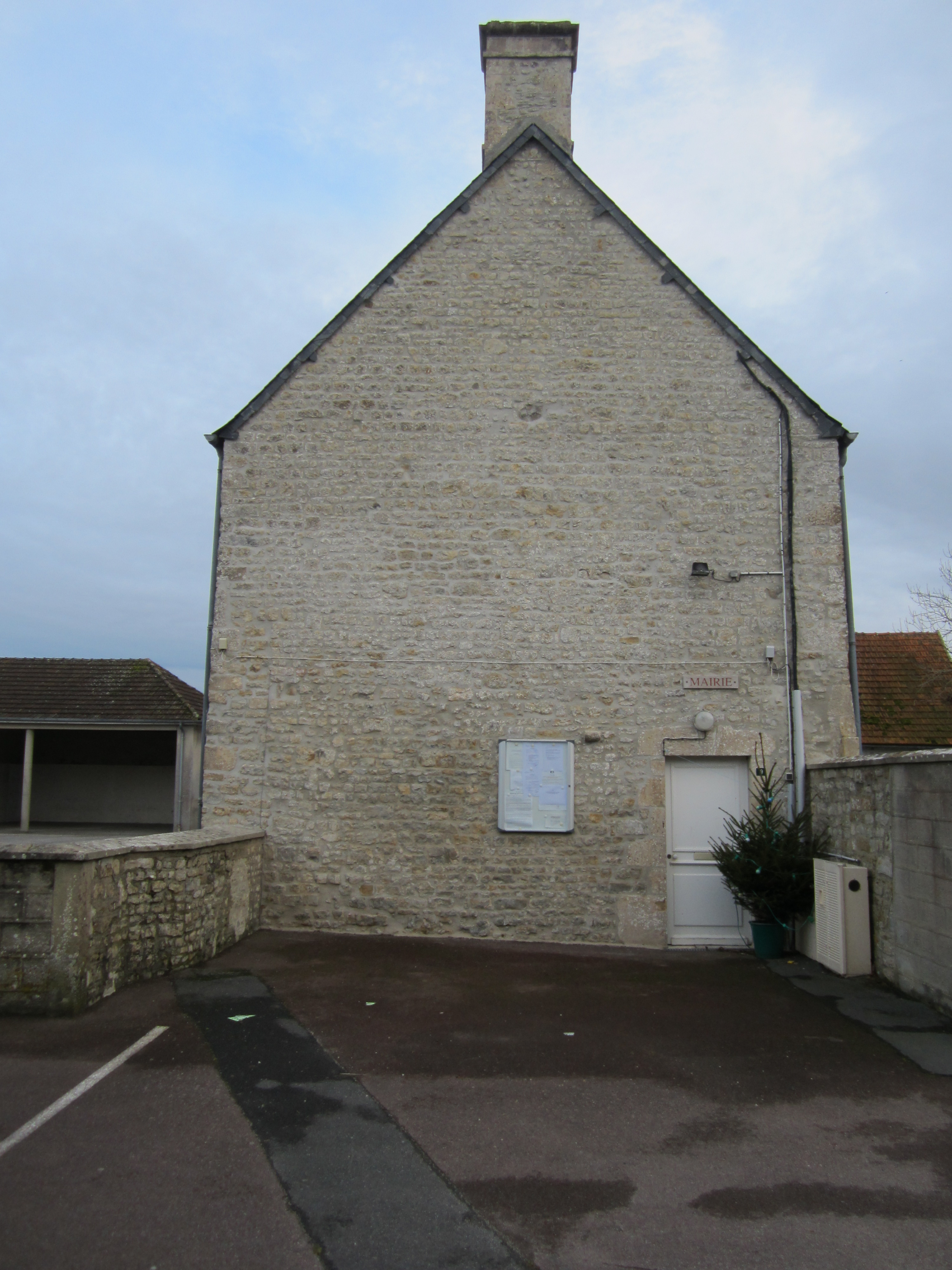
La mairie.

Le conseil municipal est composé de onze membres dont le maire et un adjoint.

## Démographie
L'évolution du nombre d'habitants est connue à travers les recensements de la population effectués dans la commune depuis 1793. Pour les communes de moins de 10 000 habitants, une enquête de recensement portant sur toute la population est réalisée tous les cinq ans, les populations de référence des années intermédiaires étant quant à elles estimées par interpolation ou extrapolation. Pour la commune, le premier recensement exhaustif entrant dans le cadre du nouveau dispositif a été réalisé en 2007.
En 2022, la commune comptait 109 habitants, en évolution de −5,22 % par rapport à 2016 (Manche : −0,31 %, France hors Mayotte : +2,11 %).
Saint-Germain-de-Varreville a compté jusqu'à 367 habitants en 1806.
| 1793 | 1800 | 1806 | 1821 | 1831 | 1836 | 1841 | 1846 | 1851 |
| ---- | ---- | ---- | ---- | ---- | ---- | ---- | ---- | ---- |
| 277  | 283  | 367  | 330  | 318  | 327  | 331  | 281  | 274  |

| 1856 | 1861 | 1866 | 1872 | 1876 | 1881 | 1886 | 1891 | 1896 |
| ---- | ---- | ---- | ---- | ---- | ---- | ---- | ---- | ---- |
| 298  | 270  | 301  | 292  | 269  | 274  | 265  | 252  | 255  |

| 1901 | 1906 | 1911 | 1921 | 1926 | 1931 | 1936 | 1946 | 1954 |
| ---- | ---- | ---- | ---- | ---- | ---- | ---- | ---- | ---- |
| 242  | 230  | 222  | 207  | 182  | 200  | 207  | 234  | 216  |

| 1962 | 1968 | 1975 | 1982 | 1990 | 1999 | 2006 | 2007 | 2012 |
| ---- | ---- | ---- | ---- | ---- | ---- | ---- | ---- | ---- |
| 165  | 159  | 128  | 126  | 112  | 119  | 118  | 118  | 118  |

| 2017 | 2022 | - | - | - | - | - | - | - |
| ---- | ---- | - | - | - | - | - | - | - |
| 113  | 109  | - | - | - | - | - | - | - |

## Économie
La commune se situe dans la zone géographique des appellations d'origine protégée (AOP) Beurre d'Isigny et Crème d'Isigny.

## Culture locale et patrimoine

### Lieux et monuments
- Plage de sable fin où eut lieu une partie du débarquement le 6 juin 1944 : Utah Beach.
- Église Saint-Germain, placée sous le patronage de Germain le Scot[33], des XIIIe, XVe et XIXe siècles en partie romane, avec une tour à encorbellement. L'édifice est inscrit en 1986 à l'IGPC[34]. À l'intérieur, maître-autel, retable et statuettes du calvaire (XVIIe siècle) classés au titre objet aux monuments historiques[35], statues de saint Nicolas, de saint Sébastien et de saint germain évêque du XVIIIe, en terre cuite de Sauxemesnil, dont la tête a été volée, classée au titre objet aux monuments historiques[36] ainsi qu'une estampe représentant le Suaire du XIXe, une statue emmurée d'un évêque du XVe, une verrière du XXe de Henri Mazuet. Très vieux bas-relief représentant saint Jean-Baptiste au-dessus des fonts baptismaux. À l'extérieur, singulier masque humain au milieu d'un losange à grands fleurons. Elle comporte un arc triomphal du XIIIe siècle et le soubassement de son clocher est de la même époque, ses parties hautes sont du XVe siècle. Les voûtes du chœur ont été refaites au XVe siècle[37]. L'église en grande partie gothique (XIIIe siècle), a été très restaurée. Son clocher de trois étages est couronné par un garde-corps en pierre construit en saillie. À voir le retable du début du XVIIe siècle avec notamment sa porte gauche, d'inspiration Renaissance, à triple voussures et colonnettes engagées[38].

À l'intérieur, dans le chœur de l’église (1587), épitaphe de noble homme François Mauconvenant de Sainteny, et dans un mur, sont insérées deux dalles côte à côte, sur lesquelles sont gravées, à gauche, les armes de la famille de Gourmont : d'argent au croissant de sable ; au chef de gueules chargé de trois roses d'or, et à droite, une épitaphe à la mémoire des hommes et femmes de Gourmont : « En ce temple sont inhumés les corps d'hommes et femmes des Gourmont décédés nobles et issus d'une ancienne race portant en leur écusson d'armes : trois roses d'or en champ de gueules, un croissant de sable en champ d'argent. Nous prions Dieu qu'il leur fasse pardon. Amen. 1500. ».
L'abbaye de Blanchelande avait les revenus du village.
- Calvaire et croix de cimetière inscrite à l'IGPC[41].
- La Cour Saint-Germain.
- La mairie du XVIIIe siècle inscrite à l'IGPC[42].
- Château de Clamorgan ou de Mesnil du XVIIIe siècle avec son ancien moulin à vent (1805).
- Château de Vaugoubert des XVIIIe – XIXe siècles avec écuries et pavillon inscrit à l'IGPC[43] et dont plus rien ne subsiste des anciens bâtiments. Dans le parc, un pigeonnier est refait sur une ossature ancienne. Le château a appartenu sous la Révolution à François Darot, écuyer, ancien gendarme des gardes du roi, et avant lui à Gabriel Darot[Note 3] (Saint-Germain-de-Varreville, 1708 - 1764), sieur de Vaugoubert, écuyer, garde du corps du roi, major, inspecteur des haras de la généralité de Caen[21].
- Château de Gourmont du XIXe siècle.
- Ferme de Gerville du XVIIIe siècle avec une charretterie en bois et torchis et four à pain.
- Ancien presbytère des XVe – XVIIIe siècles inscrit à l'IGPC[44].
- Ancien moulin à vent.
- Le marais de Varreville qui dit-on « blanchisse » en hiver à cause des pluies, et accueille certains oiseaux migrateurs.

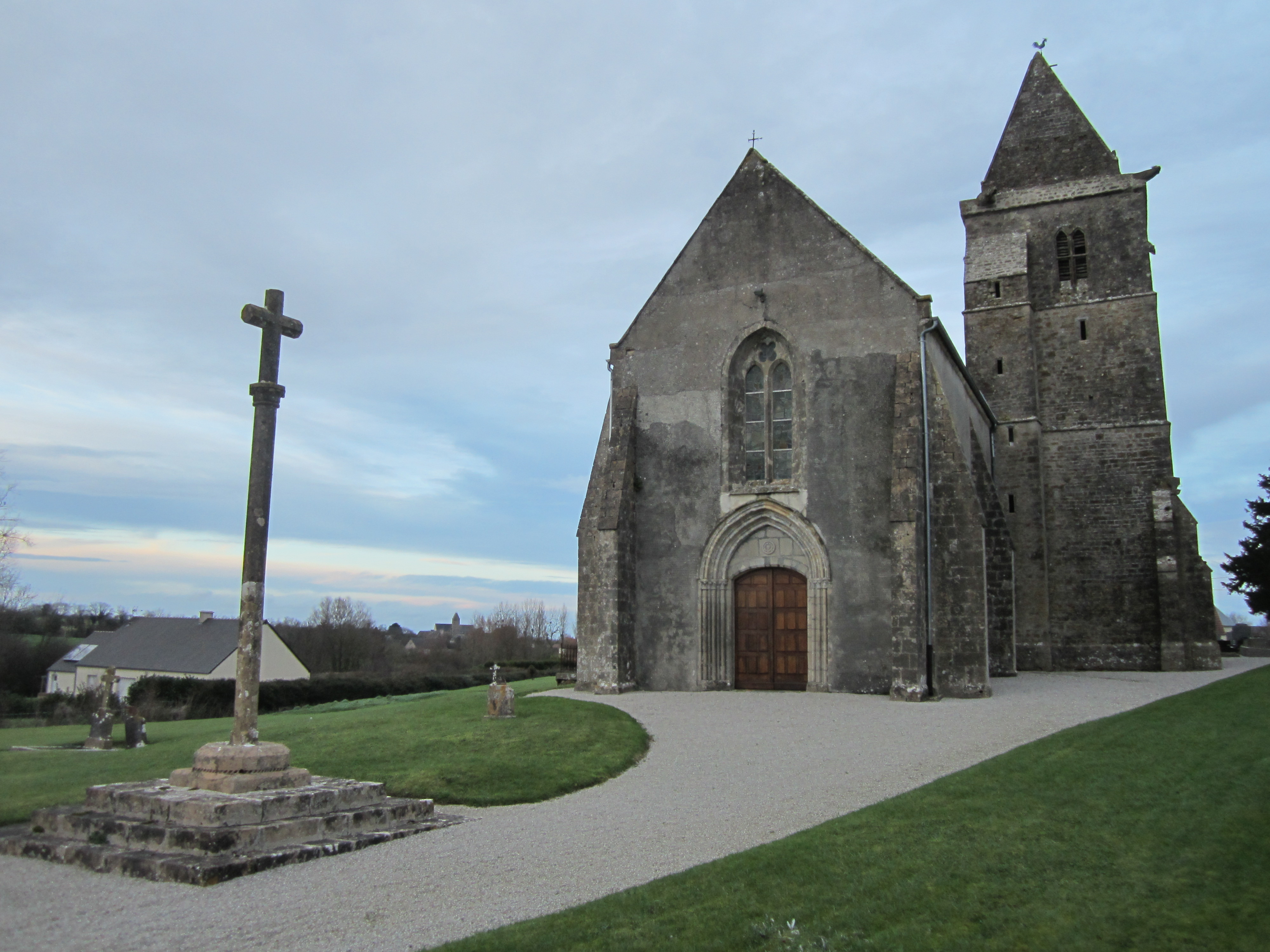
L'église Saint-Germain.
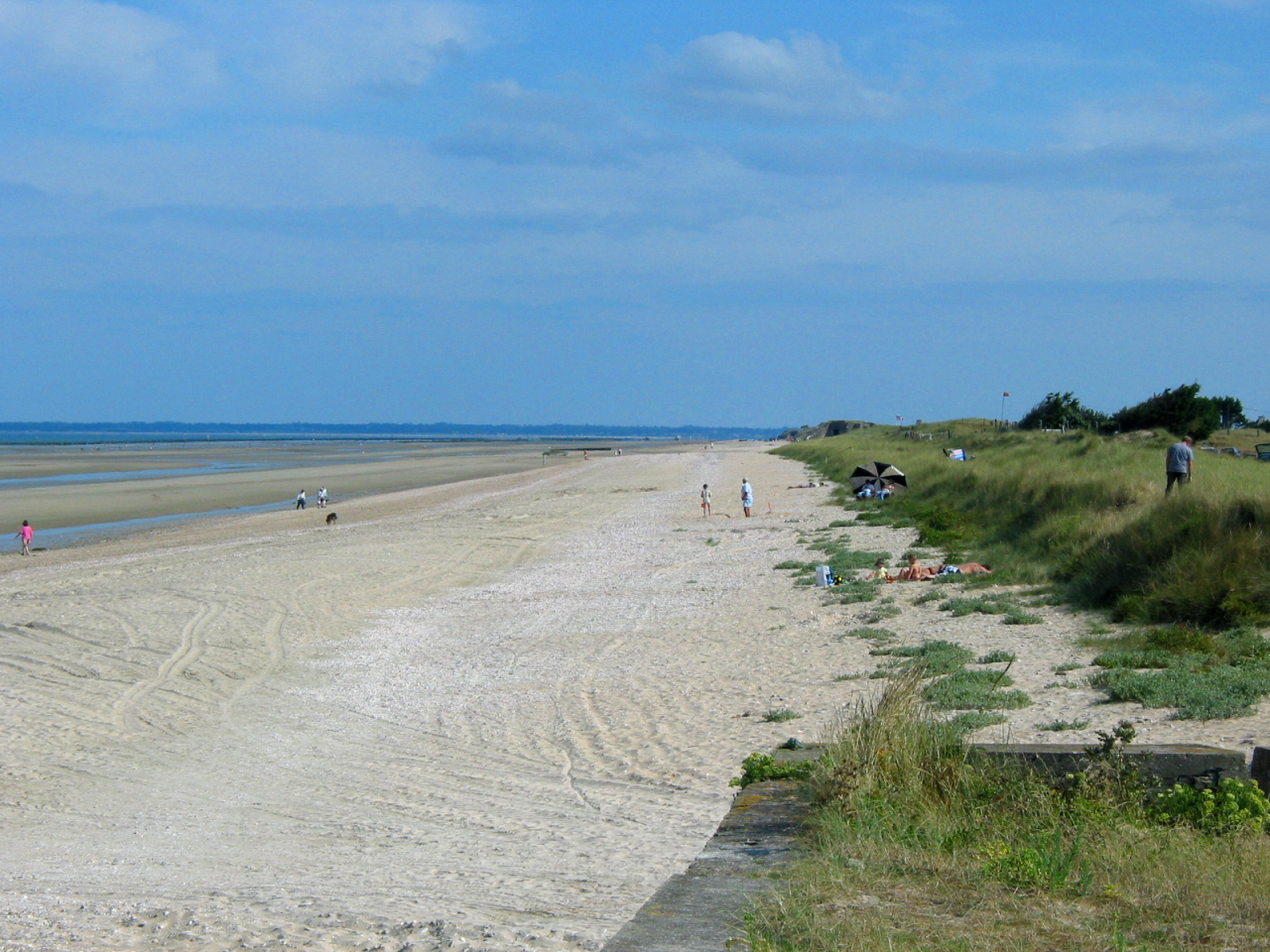
La plage.
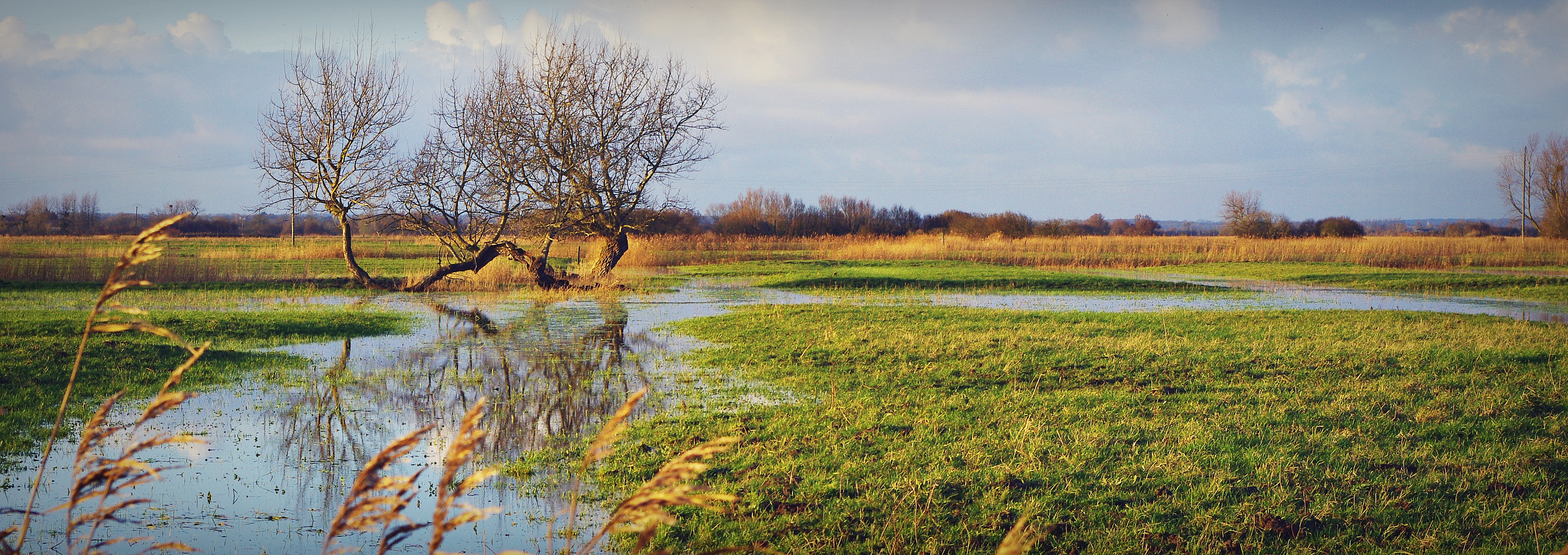
Le marais de Varreville en hiver.

### Personnalités liées à la commune
Gilles de Gourmont (1499-1533), imprimeur.